# Martin Limbeck

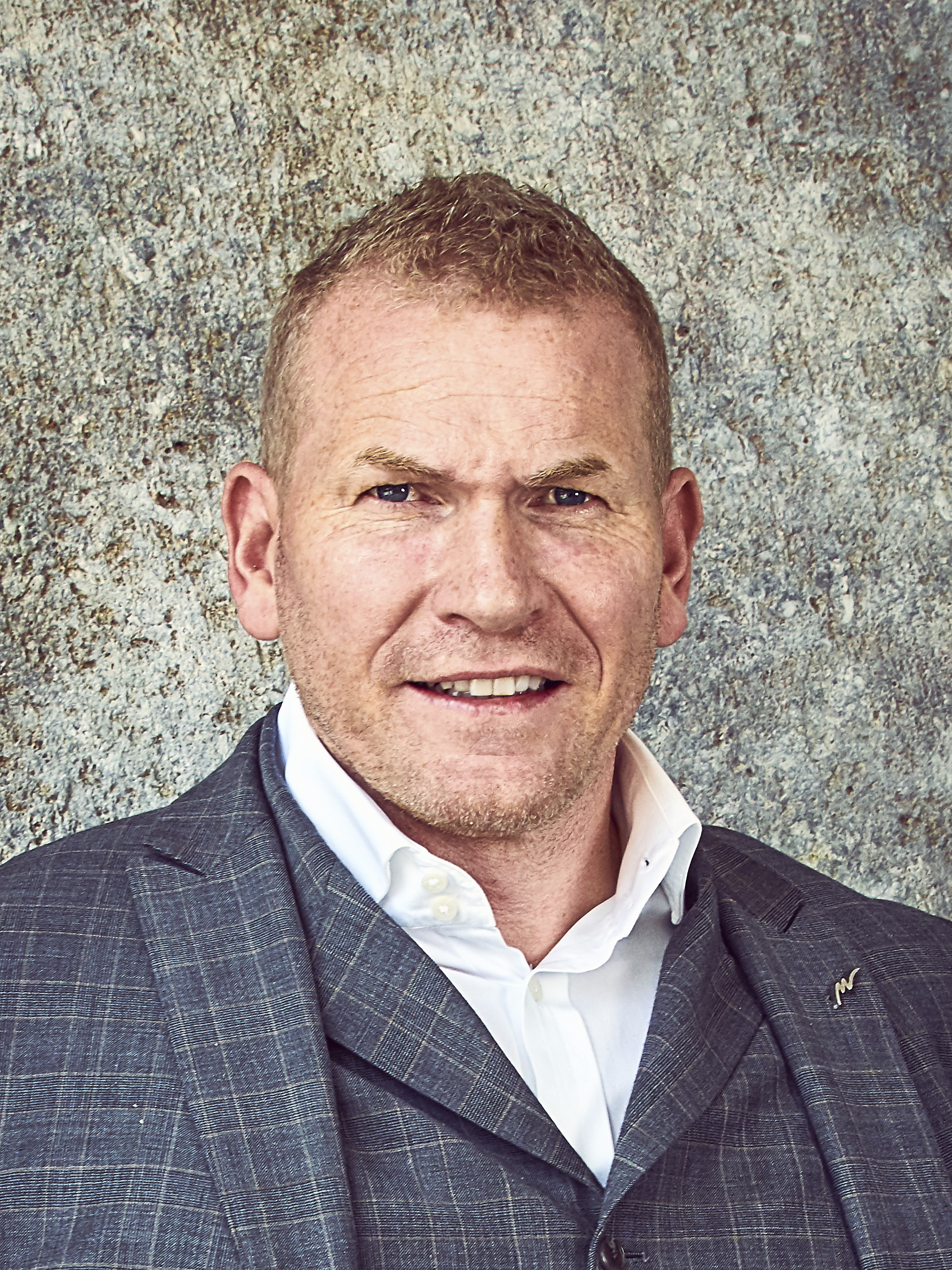
Martin Limbeck (2016)

Martin Limbeck (* 11. November 1966 in Essen) ist ein deutscher Autor.

## Veröffentlichungen (Auswahl)

### Eigene Bücher
- 2024: Ein Hund namens Ego und die großen Fragen des Lebens, Ariston Verlag, München, ISBN 978-3-42420-301-1
- 2023: Limbeck. Unternehmer - Das Standardwerk für erfolgreiches Entrepreneurship, Gabal Verlag, Offenbach am Main, ISBN 978-3-96739-153-4
- 2022: Dodoland – Uns geht’s zu gut, Ariston Verlag, München, ISBN 978-3-424-20261-8
- 2019: Limbeck. Vertriebsführung., Gabal Verlag, Offenbach am Main, ISBN 978-3-86936-931-0
- 2018: Nicht geplant habe ich schon (Jahres- und Terminplaner 2019), Redline Verlag, München, ISBN 978-3-86881-721-8
- 2018: Nicht gekauft hat er schon - So denken Top-Verkäufer, Redline Verlag, München, ISBN 978-3-86881-717-1
- 2018: Limbeck. Verkaufen., Gabal Verlag, Offenbach am Main, ISBN 978-3-86936-863-4
- 2016: Limbeck Laws: Das Gesetzbuch des Erfolgs in Vertrieb und Verkauf., Gabal Verlag, Offenbach am Main, ISBN 978-3-86936-721-7
- 2016: Das neue Hardselling, 6. aktualisierte Auflage, Springer Gabler, Wiesbaden, ISBN 978-3-658-15211-6
- 2014: NO is Short for Next Opportunity, Norman James Publishing, New York City, ISBN 978-1-63047-282-5
- 2014: Warum keiner will, dass du nach oben kommst ... - ... und wie ich es trotzdem geschafft habe, Redline Verlag, München, ISBN 978-3-86881-235-0
- 2002: Siegerstrategien für Verkaufsprofis, Signum Verlag, ISBN 978-3-85436-327-9

### Buchbeiträge
- 2010: Das Sales-Master-Training, Andreas Buhr, Alexander Christiani, Erich Norbert Detroy, Stefan Frädrich, Dirk Kreuter & Martin Limbeck, Gabler Verlag, Wiesbaden, ISBN 978-3-8349-2501-5
- 2008: Business Book of Horror (Management), Stefan Frädrich (Hrsg.), Gabal Verlag, Offenbach, ISBN 978-3-89749-844-0